# Col Saint-Antoine (Corse)
Pour les articles homonymes, voir Col Saint-Antoine.
Le col Saint-Antoine (ou bocca di Sant'Antone) est l'un des principaux cols de Corse. Il se situe à 687 m d'altitude.

## Géographie

### Situation, topographie

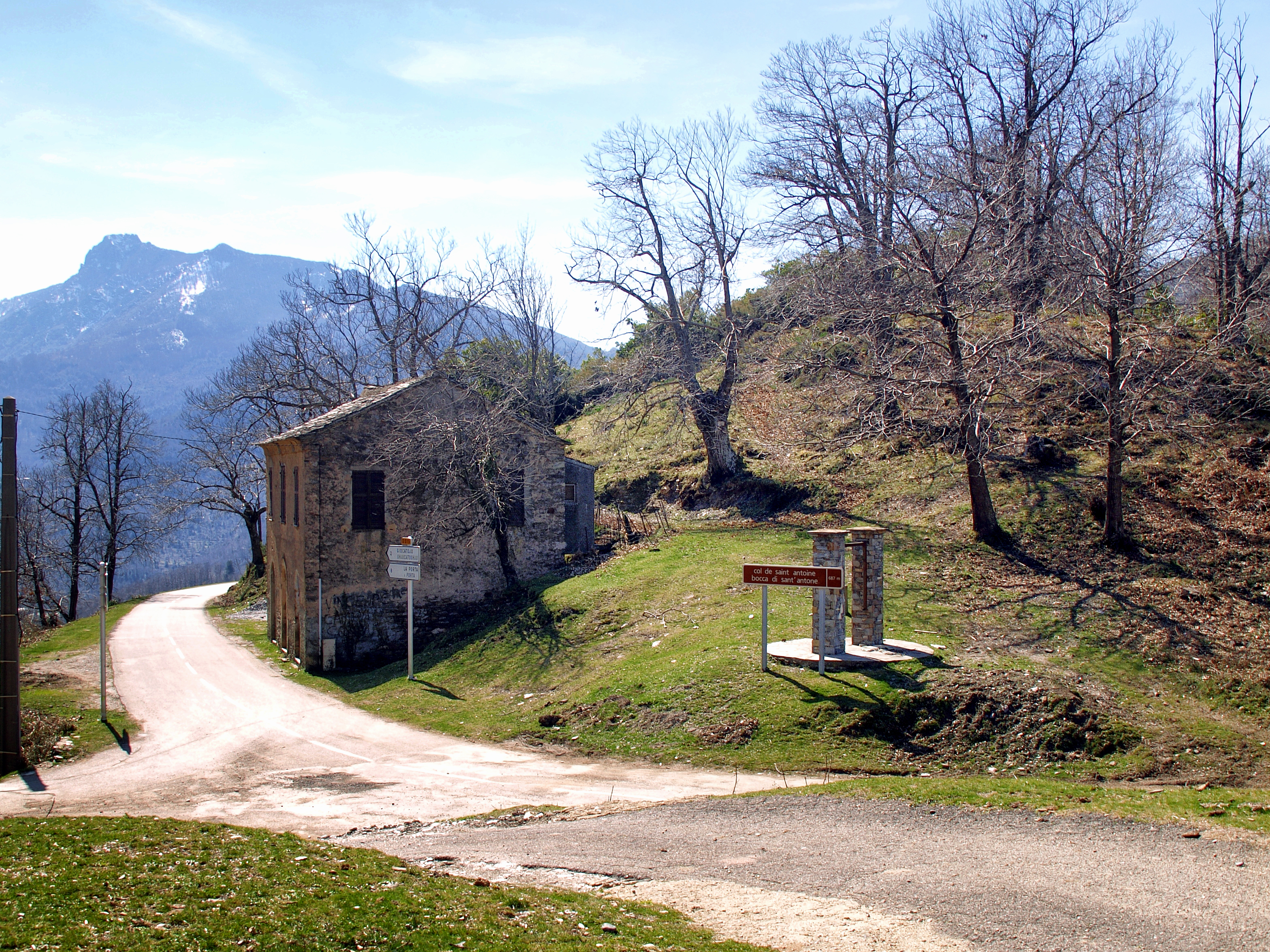
Vue du col Saint-Antoine et du Monte San Petrone

Le col Saint-Antoine se situe dans le massif du Monte San Petrone, une chaîne de moyennes montagnes schisteuses dans le Nord-Est de l'île, au nord de la Castagniccia. Il se situe à l’ouest de la commune de Casabianca, à près de 8 km (distance orthodromique) au nord-nord-est du Monte San Petrone.
Il se trouve à 687 mètres d'altitude, sur la ligne de crête d'un chaînon secondaire s'épaulant à la Punta di San Paolo (1 230 m) sur la chaîne principale du massif du Monte San Petrone, et orienté vers l'est en direction du Monte Sant' Angelo (1 218 m).
Il permet par des vallons encaissés, le passage du Casacconi - basse vallée du Golo au nord-ouest, à l’Ampugnani à l’est.
Au nord du col, à une distance orthodromique d'environ 380 m sur la commune d'Ortiporio, naît le ruisseau de Filetto Piano dont les eaux vont grossir le ruisseau de Piano affluent du ruisseau de Casacconi. La confluence de ce dernier avec le Golo se situe à Barchetta.
Au sud, se trouve le ravin de Fontanelle dans lequel circule un ru sans nom qui se jette dans le ruisseau de Molaghina affluent du ruisseau de Pozzo Bianco qui va greossir le cours du Fium'Alto.

### Géologie
Le site est dans la « Corse orientale alpine ». Il est formé ici par l'unité allochtone (terrains fortement déplacés) de la Castagniccia, composée de schistes lustrés et de roches vertes (ophiolites) correspondant aux reliefs orientaux de l'île.

### Climat
Le col n'est que rarement enneigé en hiver ; il est praticable toute l’année. Les forts vents d'ouest qui sévissent plus au nord sur la chaîne du Cap Corse, ne se font que peu sentir.

### Faune et flore
Le col était fréquenté il y a encore une dizaine d'années, par les chasseurs de palombes lors des passages migratoires au mois d'octobre.
Le site se trouve en pleine « petite Castagniccia », une zone couverte d'une végétation arborescente où domine le châtaignier, le plus souvent présentes sous forme de vergers ou de taillis, avec des chênes verts.

### Accès
Le col Saint-Antoine se trouve au carrefour des routes :
- D15, qui relie Volpajola au col même ;
- D515, qui relie Barchetta sur la RT 20 (ex-RN 193) à La Porta et au-delà jusqu'à Nocario ;
- D237, qui relie le col à Torra-Vescovato sur la RT 10 (ex-RN 198).

## Histoire
Au col se trouvent les ruines de l'ancien couvent Saint-Antoine, haut lieu historique pour la nation corse, inscrit Monument historique. S'y sont tenues de nombreuses consultes (ou assemblées) de nationaux au cours desquelles, le 15 juillet 1755, Pascal Paoli fut proclamé général du royaume de Corse.